# エルマス
エルマス（イタリア語: Elmas）は、イタリア共和国サルデーニャ自治州カリャリ県にある、人口約9,500人の基礎自治体（コムーネ）。

## 地理

### 位置・広がり

#### 隣接コムーネ
隣接するコムーネは以下の通り。
- アッセーミニ
- カリャリ
- セストゥ

## 交通
エルマス市内にはカリャリ・エルマス空港 がある。